# Sułtani Pahangu

## SułtaniPahangu
- Muhammad Szach I (ok. 1470–1475)
- Abd al-Dżalil Szach (ok. 1475; abdykował, zmarł 1511) (syn)
- Ahmad Szach I (ok. 1475-1497; abdykował) (stryj)
- Mansur Szach I (1497-1519) (syn)
- Mahmud Szach I (1519-1530) (syn Muhammada Szacha I)
- Muzaffar Szach (1530-1540) (syn)
- Zajn al-Abidin Szach (1540-1555) (brat)
- Mansur Szach II (1555-1560) (syn)
- Abd al-Dżamal Szach (1560-1590) (brat)
- Abd al-Kadir Ala ad-Din Szach (ok. 1590) (brat)
- Ahmad Szach II (ok. 1590-1592; usunięty) (syn)
- Abd al-Dżafur Muhji ad-Din Szach (ok. 1592-1614; regent ok. 1590-1592) (syn Abd al-Kadira Ala ad-Din Szacha)
- N.N. (1614-po 1638) (syn)
- Panowanie Johoru 1641–1853

## Władcy Pahangu
- Tun Abd al-Madżid bin Tun Hasan (władca (bendahara seriwa radża) pod nominalną zwierzchnością Johoru 1770–1802)
- Tun Muhammad (1802-1803) (syn)
- Tun Koris (1803-1806) (brat)
- Tun Ali (1806-1857) (syn)
- Tun Muhammad Tahir (1857-1863) (syn)
- Muda Koris (1863) (syn)

## Sułtani Pahangu
- Śri Paduka Baginda Sułtan Ahmad Muazzam Szach (1863-1914; sułtan od 1882) (syn Tun Alego)
- Protektorat brytyjski 1887–1957
- Śri Paduka Baginda Sułtan Mahmud Szach (1914-1917) (syn)
- Śri Paduka Baginda Sułtan Abd-Allah al-Mutasim Billah Szach (1917-1932) (brat)
- Abu Bakr Riajat ad-Din al-Muazzam Szach (1932-1974) (syn)

| # | Imię            |          | Lata życia                 | Lata życia                | Czas rządów      | Czas rządów                | Rodzice                                                                                 |
| # | Imię            | Urodzony | Zmarł                      | Od                        | Do               |                            | Rodzice                                                                                 |
| - | --------------- | -------- | -------------------------- | ------------------------- | ---------------- | -------------------------- | --------------------------------------------------------------------------------------- |
| 5 | Ahmad Shah      |          | 24 października 1930 Pekan | 22 maja 2019 Kuala Lumpur | 7 maja 1979      | 11 stycznia 2019 Abdykował | Abu Bakr Riajat ad-Din al-Muazzam Szach Tengku Ampuan Besar Raja Fatimah binti Almarhum |
| 6 | Tengku Abdullah |          | 30 lipca 1959 Kota Bharu   |                           | 31 stycznia 2019 |                            | Ahmad Shah Tengku Ampuan Afzan                                                          |